# Банк Швеции
Банк Швеции, Риксбанк (швед. Sveriges riksbank) — центральный банк Швеции. Подчинён непосредственно риксдагу и, согласно конституции страны, отвечает за проведение денежной политики государства.
Риксбанк считается старейшим из ныне существующих центральных банков мира.

## История
В 1656 году торговец Йохан Палмструх при поддержке шведского короля Карла X Густава по образцу нидерландских банков основал Банк Стокгольма. В 1661 году этот банк начал выпускать первые в Европе бумажные деньги — долговые расписки, которые выдавались на депонированные в банке медные далеры. Но бесконтрольный выпуск этих банкнот привёл к банкротству и ликвидации банка, и в 1668 году был основан Банк государственных сословий (Riksens Ständers Bank), который получил привилегии и активы Банка Стокгольма. До 1701 года этому банку было запрещено выпускать банкноты, он должен был поддерживать «честную и справедливую цену» обращавшихся в стране монет. Современное название банк получил в 1866 году в связи с упразднением сословного риксдага.
В июле 2009 года первым из центробанков мира установил отрицательную процентную ставку по депозитам (-0,25 %).
В 1969 году банк учредил премию по экономическим наукам памяти Альфреда Нобеля, известную как Нобелевская премия по экономике.

## Управление
Управляется советом Банка Швеции (riksbanksfullmäktige), избирающимся риксдагом, и дирекцией (direktionen) и главой банка (riksbankschef), избирающимся советом.